# محمد يحيى زكريا
محمد يحيى زكريا (مواليد 10 مايو 1938) رجل أعمال إماراتي من أصل مصري وهو الرئيس التنفيذي الأطول خدمة في صناعة المشروبات في الشرق الأوسط. وهو المؤسس المشارك والرئيس التنفيذي لشركة دبي للمرطبات (بيبسي) في دبي ومؤسس صناعة المشروبات الغازية في الشرق الأوسط.

## التعليم والتدرج الوظيفي
بعد تخرجه من جامعة القاهرة وحصل على درجة البكالوريوس في التجارة وصل محمد زكريا إلى دبي في عام 1960 لاكتساب خبرة في العمل وبعد ذلك التحق بجامعة ولاية ميشيغان حيث تم قبوله للحصول على ماجستير إدارة الأعمال. روج له عمله السابق في مصر في قسم المحاسبة الحكومية لاستكشاف عرض حصل عليه من قبل الراحل سلطان بن علي العويس المحسن والشاعر ورجل الأعمال والوزير السابق لدولة الإمارات العربية المتحدة. في أوائل عام 1962 تم تعيينه في منصب كبير المحاسبين في شركة العويس التجارية. جنبا إلى جنب مع الشيخ راشد بن سعيد آل مكتوم كان آل العويس وعائلة الملا وقيس بن عبد المنعم الزواوي تفاوض على الصفقة لجعل دبي أول مكان في الشرق الأوسط لتعبئة وتوزيع وتسويق علامة بيبسي.
في عام 1974 إلى جانب قيس بن عبد المنعم الزواوي نائب رئيس الوزراء للشؤون الاقتصادية والمالية في عُمان تم افتتاح مصنع للمشروبات الغازية في السلطنة. وكان هو مؤسسه ووالمدير العام له حتى عام 2006،.
وهو أيضًا عضو مؤسس لبنك دبي الوطني في عام 1962 والذي تم دمجه لاحقًا في عام 2009 لتكوين بنك الإمارات دبي الوطني.
في عام 1980 أسس الشيخ راشد بن سعيد آل مكتوم وسلطان العويس شركة جيما للمياه المعدنية. في عام 1999 قدموا العلامات الخاصة في المنطقة.
في عام 2000 استحوذت شركة بيبسي في دبي تحت قيادته على 70٪ من حصة السوق في الإمارات وحققت أعلى أرباح صافية على الإطلاق بلغت 17 مليون درهم.
في عام 2002 تقاعد زكريا من الخدمة الفعلية رغم أنه لا يزال يحتفظ بنصيب كبير في الأعمال التجارية التي أسسها في كل من دبي وسلطنة عمان. اليوم يدير محفظة عقارية في أوروبا والشرق الأوسط وأفريقيا ولديه حصص في الصناعات الإمارات العربية المتحدة والسلطنة.

## العائلة
تزوج من شادية شهوان (1944-1998) في عام 1966 ولديه 4 أطفال غادة ونشوى ومايو وأحمد. تزوج مرة أخرى في عام 2006. يتولى أبناؤه أدوارًا نشطة في الشركات التي تديرها حكومة دبي وأبو ظبي ويقومون أيضًا بتشغيل الأنشطة اليومية للشركة العائلية.

## المناصب التي عقدت
| اسم الشركة                  | الموقف المتخذ                   | سنوات                 |
| --------------------------- | ------------------------------- | --------------------- |
| مرطبات عمان                 | مؤسس ومدير عام                  | 1974 إلى الوقت الحاضر |
| مرطبات دبي                  | المؤسس المشارك والرئيس التنفيذي | 1962-2002             |
| جيما للمياه المعدنية        | مؤسس مشارك ومدير عام            | 1980-2006             |
| ار سي كولا مصر              | رئيس                            | 1984-1990             |
| شركة العلبة المتحدة         | المدير العام                    | 1977-1999             |
| وكالة الإعلان العربية (دبي) | الشريك المؤسس والشريك           | 1984-1995             |
| أحمدكو المحدودة             | مدير                            | 1981-2007             |
| مشاريع زكريا                | رئيس                            | 1962 إلى الوقت الحاضر |
| زكريا للاستثمار المحدودة    | الرئيس الفخري                   | 2007-الحاضر           |
| تلى ميديا مصر               | مستشار                          | 2000-2005             |

## روابط خارجية
- http://www.khaleejtimes.com/DisplayArticle.asp؟xfile=data/theuae/2005/October/theuae_October17.xml&section=theuae&col=
- https://www.youtube.com/watch؟v=VVDIcpREQJo
- HighBeam
- http://www1.albawaba.com/ar/node/328943
- http://www.pepsidrc.com
- http://www.pepsioman.com
- http://www.jeemawater.com نسخة محفوظة 7 أبريل 2004 على موقع واي باك مشين.